# 耿殿棟
耿殿棟（1922年10月15日—1995年），出生於中國山東省桓臺縣，是一位外科醫師兼攝影家。

## 生平

### 醫學專業職涯
耿殿棟早年畢業於山東省立醫學專科學校，之後負笈日本深造，取得日本國立山口大學醫學博士學位。歷任國立臺灣大學附設醫院外科醫師、臺北巿徐外科醫院副院長兼醫師、中山醫學專科學校教授、臺北縣金陵外科醫院院長，1974年曾榮獲行政院衛生署優良醫師獎。

### 攝影藝術創作
耿殿棟行醫之餘，喜好鑽研攝影藝術，舉凡名山奇石、古典建築、四季花木等皆為其拍攝題材。1968年耿氏在臺北國軍文藝中心舉辦首次個人攝影展覽 ，1969年榮獲教育部攝影文藝獎，1975年應邀至中美洲哥斯大黎加首都聖約瑟巿美國文化中心舉行第二次個人攝影展覽，1976年榮獲國際影藝聯盟總會頒贈特優博學會士（EFIAP）。
耿殿棟於1976、1977連續兩年應國立歷史博物館邀請，參加「四人聯合攝影展覽」及個人「荷花專題展覽」。之後陸續在臺中省立圖書館、高雄巿立中正文化中心、臺東省立社教館等場館舉辦聯展及個展無數，例如：「中國古典建築攝影」專題展覽、「花木攝影展」、「四季花木攝影展」、「十友攝影聯展」等 。當中，1992年「中國古典建築攝影」專題作品由國立歷史博物館主辦，並在中南美洲的巴拿馬、宏都拉斯、哥斯大黎加、薩爾瓦多、瓜地馬拉等五個國家巡迴展出。
除了展覽之外，耿殿棟於1978年後相繼出版《耿殿棟荷花攝影集》（1978）、《耿殿棟攝影集》（第二集）（1981）、《耿殿棟花卉攝影集》（1985）、《中國古典建築攝影集》（1988）、《耿殿棟山石情懷攝影展》（1995）等作品集。綜觀耿殿棟一生在攝影藝術創作和醫學專業領域均有所貢獻。

## 外部連結
- 國家文化記憶庫，耿殿棟山石情懷攝影展 （页面存档备份，存于）